# Chi Ngũ gia bì
Chi Ngũ gia (danh pháp khoa học: Eleutherococcus, đồng nghĩa: Acanthopanax) là chi thực vật có hoa trong họ Araliaceae, chứa 38 loài cây bụi và cây gỗ có gai. Chúng là bản địa khu vực Đông Á, từ đông nam Siberia và Nhật Bản tới Philippines và Việt Nam. Trong số này 18 loài đến từ Trung Quốc, từ khu vực miền trung đến miền tây quốc gia này.

## Từ nguyên và sử dụng danh pháp
Từ "Eleutherococcus" từ tiếng Hy Lạp, có nghĩa là "quả mọng tự do". Từ "Acanthopanax" có nghĩa là "sâm gai".
Danh pháp khoa học trong thực vật học có lịch sử ngoằn nghèo. Acanthopanax từng được sử dụng tại Trung Quốc như là tên gọi khoa học chính xác cho chi này cho tới gần đây, trong khi tại phương Tây người ta sử dụng danh pháp Eleutherococcus như là tên gọi chính thức.

## Tên gọi
Tên gọi ngũ gia bì (tiếng Trung: 五加皮; bính âm: wǔjiāpí; Wade–Giles: wuchiapi) theo Trung dược học có thể gán cho một loạt các loài trong chi này, nhưng hiện nay tại Trung Quốc chúng được gọi chung là ngũ gia (五加, wujia), đặc biệt là E. gracilistylus, và theo một nguồn thì ngũ gia sinh dược thật sự là thu hái từ loài này, còn E. sessiliflorus chỉ là nguồn thay thế.
Tên gọi trong tiếng Nhật ukogi (ウコギ, 五加(木)) vay mượn trực tiếp từ tên gọi tiếng Trung, và được áp dụng cho nhiều loài trong chi này. Sách thảo mộc học thế kỷ 10 là Bản thảo hòa danh (本草和名) giới thiệu ngũ gia Trung Quốc như là một loại cây được gọi là mukogi (牟古岐, mâu cổ kỳ), đặc biệt là nói tới E. sieboldianus (tên Nhật: hime-ukogi).

## Các loài
- Eleutherococcus baoxinensis
- Eleutherococcus brachypus - Ngũ gia cuống ngắn.
- Eleutherococcus cissifolius
  - Eleutherococcus cissifolius var. glaber
- Eleutherococcus cuspidatus
- Eleutherococcus divaricatus, tiếng Nhật:keyama-ukogi (ケヤマウコギ?), oni-ukogi. Tìm thấy ở miền trung và nam Nhật Bản, bán đảo Triều Tiên, Trung Hoa đại lục, với nhiều hoa sắp xếp thành chùm hoa hình nón[8]
  - Eleutherococcus divaricatus var. chiisanensis
- Eleutherococcus eleutheristylus
  - Eleutherococcus eleutheristylus var. simplex
- Eleutherococcus giraldii
  - Eleutherococcus giraldii var. villosus
- Eleutherococcus gracilistylus - Ngũ gia.
- Eleutherococcus henryi
  - Eleutherococcus henryi var. faberi
- Eleutherococcus higoensis, tiếng Nhật:higo-ukogi (ヒゴウコギ?)
- Eleutherococcus huangshanensis
- Eleutherococcus hypoleucus, tiếng Nhật:urajiro-ukogi (ウラジロウコギ?), mọc trên đất đá vôi ở Honshu, Shikoku, Kyushu[9]
- Eleutherococcus japonicus
- Eleutherococcus lasiogyne - Ngũ gia bì.
  - Eleutherococcus lasiogyne var. ferrugineus
- Eleutherococcus leucorrhizus
  - Eleutherococcus leucorrhizus var. fulvescens
  - Eleutherococcus leucorrhizus var. scaberulus
- Eleutherococcus nanpingensis
- Eleutherococcus nikaianus
- Eleutherococcus nodiflorus - Ngũ gia bì hương, ngũ gia, ngũ gia bì, ngũ gia nhỏ.
- Eleutherococcus pilosulus
- Eleutherococcus pseudosetulosus
- Eleutherococcus pubescens
- Eleutherococcus rehderianus
  - Eleutherococcus rehderianus var. longipedunculatus
- Eleutherococcus rufinervis
- Eleutherococcus scandens
- Eleutherococcus senticosus (Rupr. & Maxim.) Maxim.,: - Ngũ gia gai, sâm Siberia, ezo-ukogi (エゾウコギ), tìm thấy tại Hokkaido, với nhiều hoa trắng mọc thành cụm hình cầu;[4][10][11]
- Eleutherococcus seoulensis
- Eleutherococcus sessiliflorus
  - Eleutherococcus sessiliflorus var. parviceps
- Eleutherococcus setchuensis
  - Eleutherococcus setchuenensis var. latifoliatus
- Eleutherococcus setulosus
- Eleutherococcus sieboldianus (Makino) Koidz., tiếng Nhật:hime-ukogi (ヒメウコギ?), bản địa Trung Hoa đại lục.[12]
- Eleutherococcus simonii
  - Eleutherococcus simonii var. longipedicellatus
- Eleutherococcus spinosus (L. f.) S.Y. Hu, tiếng Nhật:yama-ukogi (ヤマウコギ?), mọc nhiều tại Honshu và Shikoku, với hoa trắng mọc thành cụm hình cầu[13]
  - E. spinosus f. espinosus, tiếng Nhật:togenashi-ukogi (トゲナシウコギ "thornless~"?)
  - E. spinosus var. japonicus, tiếng Nhật:oka-ukogi (オカウコギ "land~"?), tsukushi-ukogi, maruba-ukogi. Mọc tại khu vực đồi núi thuộc vùng Kanto, Tokai, bán đảo Kii.[14]
  - E. spinosus var. japonicus f. ionanthus, tiếng Nhật:kurobanayama-ukogi (クロバナヤマウコギ "land~"?)
  - E. spinosus var. nikaianus, tiếng Nhật:urage-ukogi (ウラゲウコギ?), tìm thấy tại Honshu, Shikoku, Kyushu với hoa màu lục vàng và quả màu tía đen.[15]
- Eleutherococcus stenophyllus
- Eleutherococcus trichodon, tiếng Nhật:miyama-ukogi (ミヤマウコギ?), tìm thấy ở Honshu và Shikoku[16]
- Eleutherococcus trifoliatus - Ngũ gia bì gai, ngũ gia ba lá, ngũ gia bì hương, xuyên gia bì, thích gia bì.
  - Eleutherococcus trifoliatus var. setosus
- Eleutherococcus verticillatus
- Eleutherococcus wardii
- Eleutherococcus wilsonii
- Eleutherococcus xizangensis

## Hình ảnh

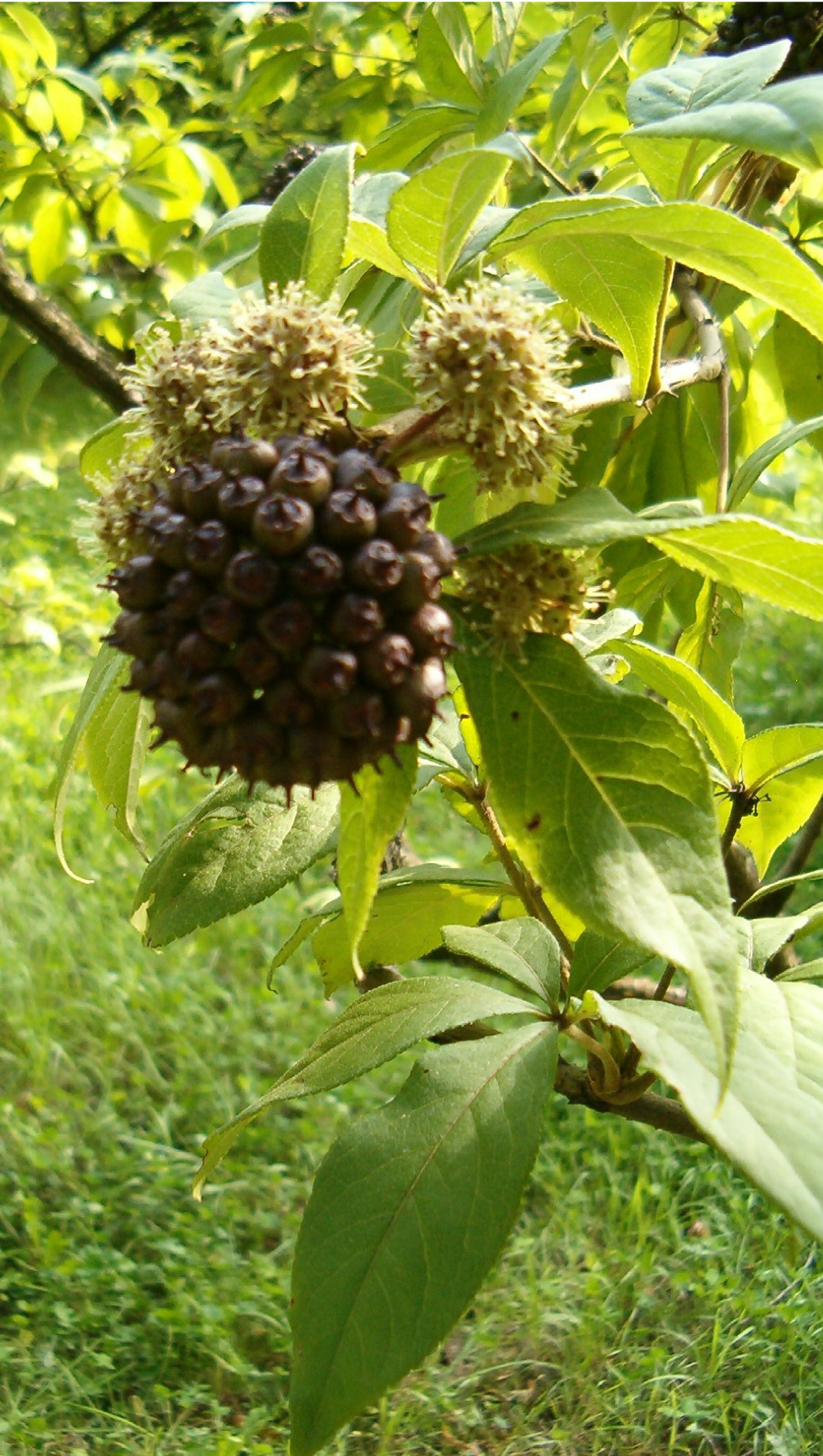
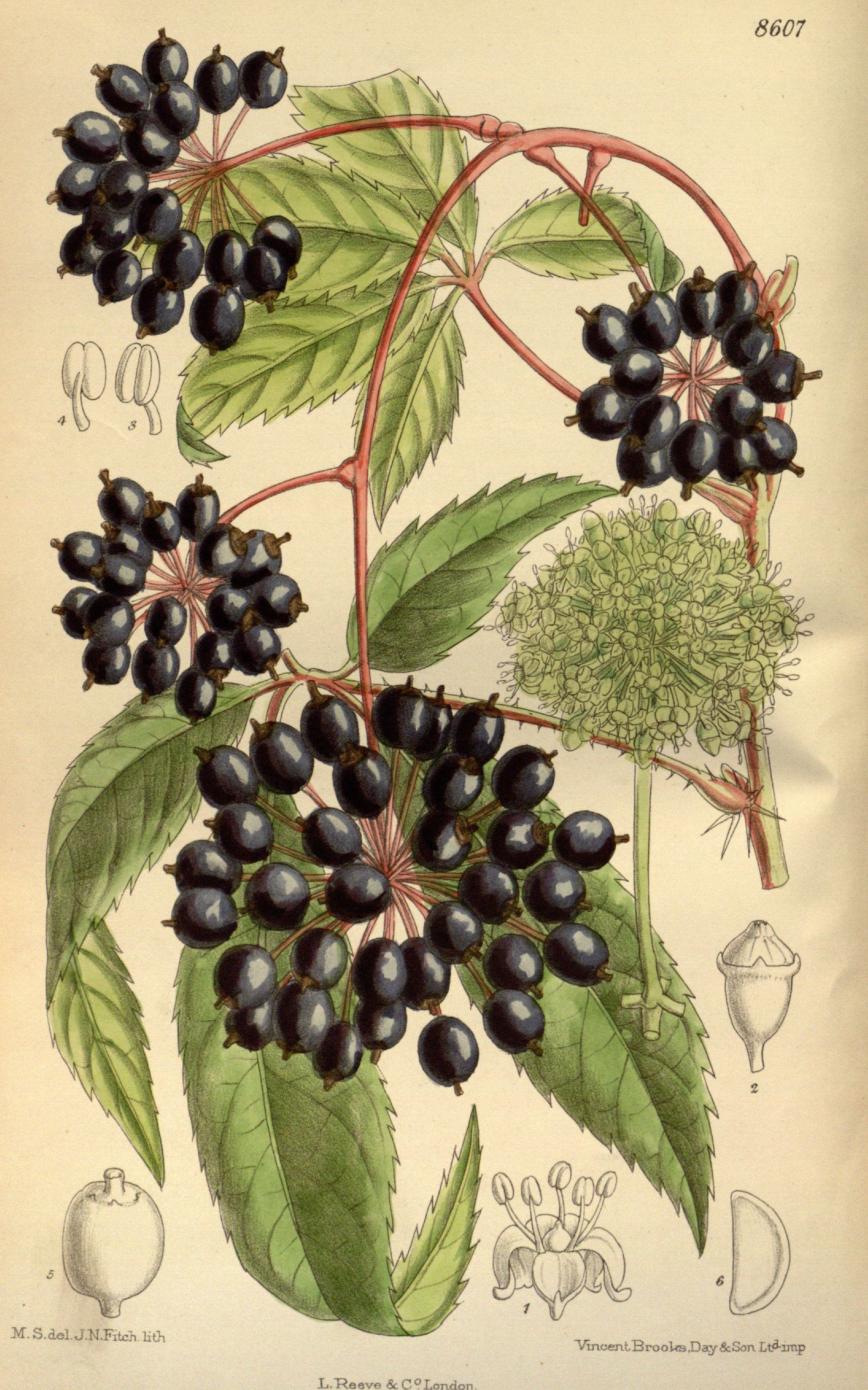